# Duplinon
Duplinon war ein in der DDR hergestelltes und vertriebenes Pflanzenschutzmittel.
Es diente als Spätwinter-Spritzmittel und kam an Obstbäumen und Beerensträuchern zum Einsatz. Die überwinternden Stadien von für die spätere Ernte schädlichen Insekten wurden vernichtet. Neben Insekten waren auch Eier und Larven betroffen. Insbesondere wurden die Eier von Blattlaus, Apfelblattsauger, Frostspanner, Kirschblütenmotte, Ringelspinner und Schwammspinner bekämpft. Auch gegen die Raupen von Goldafter, Knospenwickler und Gespinstmotte sowie die Larven von Napfschildlaus und den Insekten Apfelblütenstecher und Birnenblattsauger erfolgte der Einsatz von Duplinon. Da das Duplinon eine Dauerwirkung entfaltete wurden auch noch später zur behandelten Pflanze hinzuwandernde Insekten getötet.
Das Insektizid wirkte sowohl als Atem- und Kontaktgift. Hergestellt wurde Duplinon vom VEB Elektrochemisches Kombinat Bitterfeld. Als Wirkstoffe dienten die zwischenzeitlich wegen ihrer schädlichen Umweltwirkungen verbotenen Substanzen Lindan und DDT.

## Anwendung
Für die Anwendung war vorgeschrieben, dass eine einprozentige Lösung aus 100 Gramm Duplinon auf 10 Liter Wasser hergestellt und allseitig auf Stamm, Äste und Zweige verspritzt wurde. Die Spritzung sollte möglichst kurz vor dem Aufbruch der Knospen erfolgen, um so das junge Laub und die jungen Blüten vor dem Fraß der Insekten zu schützen. Eine Mischung mit Fungiziden war, abgesehen von Kupfer-Defusit möglich. Bei der Herstellung der Lösung sollte zunächst die Menge des Duplinons mit etwas mehr als der doppelten Menge Wasser vermischt und dann das restliche Wasser unter ständigen Umrühren langsam hinzugegeben werden.
Die Lagerung des in Flaschen zu 500 und 1000 Gramm sowie Korbflaschen zu fünf und zwanzig Kilogramm abgegebenen Duplinon sollte so erfolgen, dass das Mittel nicht über längere Zeit starkem Frost ausgesetzt wird. Der Hersteller gab an, dass bei sachgemäßer Anwendung Dratex für Mensch und Haustiere unschädlich sei. Angesichts der Wirkstoffe Lindan und DDT ist die Unbedenklichkeit von Duplinon jedoch in Frage zu stellen.
Ein Einsatz auf blühenden von Bienen genutzten Pflanzen sollte nicht erfolgen. Schäden für Unterkulturen wurden nicht befürchtet.